# Variation de la durée de transit
 (novembre 2023).
Si vous disposez d'ouvrages ou d'articles de référence ou si vous connaissez des sites web de qualité traitant du thème abordé ici, merci de compléter l'article en donnant les références utiles à sa vérifiabilité et en les liant à la section « Notes et références ».
La recherche de variations de la durée du transit (en anglais transit-duration variation, en abrégé TDV) est une méthode utilisée notamment pour détecter des exoplanètes. Cette technique extrêmement sensible permet de détecter des planètes supplémentaires dans des systèmes planétaires dans lesquels une planète qui transite est déjà connue. En pratique, cette technique consiste à déterminer si le transit d'une planète devant son étoile a toujours la même durée ou si celle-ci varie (sous l'influence d'un autre corps). Cette technique est complémentaire de la recherche de variations du moment du transit.